# Мостково (Вармінсько-Мазурське воєводство)
Мостково (пол. Mostkowo, нім. Brückendorf) — село в Польщі, у гміні Лукта Острудського повіту Вармінсько-Мазурського воєводства.
Населення — 305 осіб (2011).

## Демографія
Демографічна структура станом на 31 березня 2011 року:
|          | Загалом | Допрацездатний вік | Працездатний вік | Постпрацездатний вік |
| -------- | ------- | ------------------ | ---------------- | -------------------- |
| Чоловіки | 158     | 33                 | 113              | 12                   |
| Жінки    | 147     | 26                 | 92               | 29                   |
| Разом    | 305     | 59                 | 205              | 41                   |